# Романешти (Горж)
Романешти (рум. Romanești) насеље је у Румунији у округу Горж у општини Таргу Жиу. Oпштина се налази на надморској висини од 188 m.

## Историја
Када је 1797. године пописан православни клир у месту "Романешти" био је један свештеник. Парохија је припадала Фачетском протопрезвирату, Крашовске жупаније. Парох, поп Георгије Поповић (рукоп. 1768) служио се само румунским језиком.

## Становништво
Према подацима из 2002. године у насељу је живело 591 становника, од којих су сви румунске националности.